# Lee Kang-in
Lee Kang-in (ur. 19 lutego 2001 w Inczonie) – południowokoreański piłkarz występujący na pozycji pomocnika we francuskim klubie Paris Saint-Germain oraz w reprezentacji Korei Południowej.

## Kariera klubowa

### Valencia CF
W 2011 dołączył do akademii drużyny Valencia CF. 15 grudnia 2017 został przeniesiony do rezerw klubu, czyli Valencia CF Mestalla. W drużynie zadebiutował 21 grudnia 2017 w meczu Segunda División B przeciwko Deportivo Aragón (1:1). Pierwszą bramkę w zespole rezerw zdobył 6 maja 2018 w meczu przeciwko CE Sabadell FC (2:0). W sezonie 2017/18 wraz z zespołem zdobył wicemistrzostwo Segunda División B. W pierwszej drużynie Valencii zadebiutował 30 października 2018 w meczu rundy zasadniczej Pucharu Króla Hiszpanii przeciwko CD Ebro (1:2). W Primera División zadebiutował 12 stycznia 2019 w meczu przeciwko Realowi Valladolid (1:1). 21 lutego 2019 zadebiutował w Lidze Europy w meczu przeciwko Celtic Glasgow (1:0). W sezonie 2018/19 w rozgrywkach Ligi Europy jego zespół dotarł do półfinału, w którym odpadł po dwumeczu z Arsenalem (3:1) i (2:4). W sezonie 2018/19 po zwycięstwie w finale z FC Barceloną (1:2), jego zespół zdobył Puchar Króla Hiszpanii. 17 września 2019 zadebiutował w Lidze Mistrzów w meczu fazy grupowej przeciwko Chelsea F.C. (0:1). Pierwszą bramkę w barwach klubu zdobył 25 września 2019 w meczu Primera División przeciwko Getafe CF (3:3).

### RCD Mallorca
30 sierpnia 2021 podpisał czteroletni kontrakt z klubem RCD Mallorca.

## Kariera reprezentacyjna

### Korea Południowa U-20
W 2019 roku otrzymał powołanie do reprezentacji Korei Południowej U-20. Zadebiutował 11 maja 2019 w meczu towarzyskim przeciwko reprezentacji Nowej Zelandii U-20 (1:1, k. 8:7). Pierwszą bramkę zdobył 17 maja 2019 w meczu towarzyskim przeciwko reprezentacji Ekwadoru U-20 (0:1). 25 maja 2019 wystąpił w pierwszym meczu fazy grupowej Mistrzostw Świata U-20 przeciwko reprezentacji Portugalii U-20 (1:0). 8 czerwca 2019 zdobył bramkę w ćwierćfinale przeciwko reprezentacji Senegalu U-20 (3:3 k. 6:5). 15 czerwca 2019 zdobył bramkę w przegranym finale przeciwko reprezentacji Ukrainy U-20 (3:1), po którym zdobył srebrny medal.

### Korea Południowa U-23
W 2021 roku otrzymał powołanie do reprezentacji Korei Południowej U-23. Zadebiutował 15 czerwca 2021 w meczu towarzyskim przeciwko reprezentacji Ghany U-23 (2:1). 2 lipca 2021 otrzymał powołanie na Igrzyska Olimpijskie 2020. Pierwszą bramkę zdobył 25 lipca 2021 w meczu fazy grupowej Igrzysk Olimpijskich 2020 przeciwko reprezentacji Rumunii U-23 (0:4).

### Korea Południowa
W 2019 roku otrzymał powołanie do reprezentacji Korei Południowej. Zadebiutował 5 września 2019 w meczu towarzyskim przeciwko reprezentacji Gruzji (2:2). 10 października 2019 wystąpił w meczu fazy grupowej eliminacji do Mistrzostwa Świata 2022 przeciwko reprezentacji Sri Lanki (8:0), w którym zdobył asystę.

## Statystyki

### Klubowe
(aktualne na dzień 30 sierpnia 2021)
| Klub               | Sezon              | Liga               | Liga  | Liga   | Puchar kraju | Puchar kraju | Europa | Europa | Suma  | Suma   |
| Klub               | Sezon              | Liga               | Mecze | Bramki | Mecze        | Bramki       | Mecze  | Bramki | Mecze | Bramki |
| ------------------ | ------------------ | ------------------ | ----- | ------ | ------------ | ------------ | ------ | ------ | ----- | ------ |
| Valencia CF B      | 2017/18            | Segunda División B | 11    | 1      | –            | –            | –      | –      | 11    | 1      |
| Valencia CF B      | 2018/19            | Segunda División B | 15    | 3      | –            | –            | –      | –      | 15    | 3      |
| Valencia CF B      | Ogólnie            | Ogólnie            | 26    | 4      | 0            | 0            | 0      | 0      | 26    | 4      |
| Valencia CF        | 2018/19            | Primera División   | 3     | 0      | 6            | 0            | 2      | 0      | 11    | 0      |
| Valencia CF        | 2019/20            | Primera División   | 17    | 2      | 2            | 0            | 5      | 0      | 24    | 2      |
| Valencia CF        | 2020/21            | Primera División   | 24    | 0      | 3            | 1            | –      | –      | 27    | 1      |
| Valencia CF        | Ogólnie            | Ogólnie            | 44    | 2      | 11           | 1            | 7      | 0      | 62    | 3      |
| RCD Mallorca       | 2021/22            | Primera División   | 0     | 0      | 0            | 0            | –      | –      | 0     | 0      |
| RCD Mallorca       | Ogólnie            | Ogólnie            | 0     | 0      | 0            | 0            | 0      | 0      | 0     | 0      |
| Ogólnie w karierze | Ogólnie w karierze | Ogólnie w karierze | 70    | 6      | 11           | 1            | 7      | 0      | 88    | 7      |

### Reprezentacyjne
(aktualne na dzień 30 sierpnia 2021)
| Reprezentacja         | Rok     | Mecze | Bramki |
| --------------------- | ------- | ----- | ------ |
| Korea Południowa U-20 |         |       |        |
| 2019                  | 9       | 3     |        |
| Ogólnie               | Ogólnie | 9     | 3      |
| Korea Południowa U-23 |         |       |        |
| 2021                  | 7       | 3     |        |
| Ogólnie               | Ogólnie | 7     | 3      |
| Korea Południowa      |         |       |        |
| 2019                  | 3       | 0     |        |
| 2020                  | 2       | 0     |        |
| 2021                  | 1       | 0     |        |
| Ogólnie               | Ogólnie | 6     | 0      |

| Mecze i gole w reprezentacji | Mecze i gole w reprezentacji | Mecze i gole w reprezentacji | Mecze i gole w reprezentacji | Mecze i gole w reprezentacji | Mecze i gole w reprezentacji | Mecze i gole w reprezentacji |
| Korea Południowa U-20        | Korea Południowa U-20        | Korea Południowa U-20        | Korea Południowa U-20        | Korea Południowa U-20        | Korea Południowa U-20        | Korea Południowa U-20        |
| Lp.                          | Data                         | Miejsce                      | Przeciwnik                   | Wynik                        | Gol                          | Rozgrywki                    |
| ---------------------------- | ---------------------------- | ---------------------------- | ---------------------------- | ---------------------------- | ---------------------------- | ---------------------------- |
| 1.                           | 11.05.2019                   |                              | Nowa Zelandia U-20           | 1:1 k. 8:7                   |                              | Mecz towarzyski              |
| 2.                           | 17.05.2019                   |                              | Ekwador U-20                 | 0:1                          | Gol                          | Mecz towarzyski              |
| 3.                           | 25.05.2019                   | Bielsko-Biała, Polska        | Portugalia U-20              | 1:0                          |                              | MŚ U-20 2019                 |
| 4.                           | 28.05.2019                   | Tychy, Polska                | Południowa Afryka U-20       | 0:1                          |                              | MŚ U-20 2019                 |
| 5.                           | 31.05.2019                   | Tychy, Polska                | Argentyna U-20               | 2:1                          |                              | MŚ U-20 2019                 |
| 6.                           | 04.06.2019                   | Lublin, Polska               | Japonia U-20                 | 0:1                          |                              | MŚ U-20 2019                 |
| 7.                           | 08.06.2019                   | Bielsko-Biała, Polska        | Senegal U-20                 | 3:3 k. 6:5                   | Gol                          | MŚ U-20 2019                 |
| 8.                           | 11.06.2019                   | Lublin, Polska               | Ekwador U-20                 | 0:1                          |                              | MŚ U-20 2019                 |
| 9.                           | 15.06.2019                   | Łódź, Polska                 | Ukraina U-20                 | 3:1                          | Gol                          | MŚ U-20 2019                 |
| Korea Południowa U-23        |                              |                              |                              |                              |                              |                              |
| Lp.                          | Data                         | Miejsce                      | Przeciwnik                   | Wynik                        | Gol                          | Rozgrywki                    |
| 1.                           | 15.06.2021                   | Seogwipo, Korea Południowa   | Ghana U-23                   | 2:1                          |                              | Mecz towarzyski              |
| 2.                           | 13.07.2021                   | Yongin, Korea Południowa     | Argentyna U-23               | 2:2                          |                              | Mecz towarzyski              |
| 3.                           | 16.07.2021                   | Seul, Korea Południowa       | Francja U-23                 | 1:2                          |                              | Mecz towarzyski              |
| 4.                           | 22.07.2021                   | Kashima, Japonia             | Nowa Zelandia U-23           | 1:0                          |                              | IO 2020                      |
| 5.                           | 25.07.2021                   | Kashima, Japonia             | Rumunia U-23                 | 0:4                          | Gol · Gol                    | IO 2020                      |
| 6.                           | 28.07.2021                   | Jokohama, Japonia            | Honduras U-23                | 6:0                          | Gol                          | IO 2020                      |
| 7.                           | 31.07.2021                   | Jokohama, Japonia            | Meksyk U-23                  | 3:6                          |                              | IO 2020                      |
| Korea Południowa             |                              |                              |                              |                              |                              |                              |
| Lp.                          | Data                         | Miejsce                      | Przeciwnik                   | Wynik                        | Gol                          | Rozgrywki                    |
| 1.                           | 05.09.2019                   | Stambuł, Turcja              | Gruzja                       | 2:2                          |                              | Mecz towarzyski              |
| 2.                           | 10.10.2019                   | Hwaseong, Korea Południowa   | Sri Lanka                    | 8:0                          |                              | el. MŚ 2022                  |
| 3.                           | 14.11.2019                   | Bejrut, Liban                | Liban                        | 0:0                          |                              | el. MŚ 2022                  |
| 4.                           | 14.11.2020                   | Wiener Neustadt, Austria     | Meksyk                       | 2:3                          |                              | Mecz towarzyski              |
| 5.                           | 17.11.2020                   | Maria Enzersdorf, Austria    | Katar                        | 1:2                          |                              | Mecz towarzyski              |
| 6.                           | 25.03.2021                   | Jokohama, Japonia            | Japonia                      | 3:0                          |                              | Mecz towarzyski              |

## Sukcesy

### Valencia CF Mestalla
- Wicemistrzostwo Segunda División B (1×): 2017/2018

### Valencia CF
- Puchar Króla Hiszpanii (1×): 2018/2019

### Reprezentacyjne
- Mistrzostwa Świata U-20 (1×): 2019

### Indywidualne
- Najlepsza XI Turnieju w Tulonie (1×): 2018[27]
- Złota Piłka Mistrzostw Świata U-20 (1×): 2019[28]
- Azjatycki Młody Piłkarz Roku (1×): 2019[29]
- Koreański Młody Piłkarz Roku (1×): 2019[30]